# Ballendorf
Ballendorf là một xã ở huyện Alb-Donau district, ở bang Baden-Württemberg, thuộc nước Đức. Đô thị này có diện tích 14,22 km², dân số thời điểm 31 tháng 12 năm 2020 là 642 người.